# Hangö stadshus
Hangö stadshus (finska: Hangon kaupungintalo) är ett stadshus i Hangö i det finländska landskapet Nyland. Stadshuset byggdes 1951.

## Historia och arkitektur
Hangö stadshus ritades av arkitekten Bertel Liljequist, med hjälp av Sam Salvesen. Byggnaden står på samma plats där det tidigare stadshuset låg. Det gamla stadshuset förstördes av ryssarna när de drog sig tillbaka från Hangö i 1941. I samband med Moskvafreden 13 mars 1940, som avslutade vinterkriget arrenderades Hangö ut som rysk marinbas till Sovjetunionen.
Hangö stadshus består av två delar. Den ena består av fyra våningar där det finns kontorslokaler och både stadsfullmäktiges och stadsstyrelsens mötesrum. Den andra delen är byggd i två våningar och där finns foajén och festsalen. Upp till 100 människor ryms i foajén, medan festsalen har 250 sittplatser. På balkongen i festsalen finns 60 sittplatser. Lamporna som finns i foajén har designats av Paavo Tynell.